# Mount Davis (kulle)
Mount Davis (kinesiska: 摩星嶺, 摩星岭) är en kulle i Hongkong (Kina). Den ligger i den centrala delen av Hongkong. Toppen på Mount Davis är 250 meter över havet, eller 150 meter över den omgivande terrängen. Bredden vid basen är 1,0 km. Mount Davis ingår i The Twins.
Terrängen runt Mount Davis är kuperad österut, men åt nordväst är den platt. Havet är nära Mount Davis västerut.  Centrala Hongkong ligger 3,5 km öster om Mount Davis. 